# NGC 346
NGC 346 är en öppen stjärnhop i lilla magellanska molnet i stjärnbilden tukanen. Den är ungefär 200 ljusår stor. Många av dess stjärnor är bara ett par miljoner år gamla.
Inuti hopen finns HD 5980, en massiv dubbelstjärna.